# Callyspongia conulosa
Callyspongia conulosa är en svampdjursart som först beskrevs av Kieschnick 1900.  Callyspongia conulosa ingår i släktet Callyspongia och familjen Callyspongiidae. Inga underarter finns listade i Catalogue of Life.